# 派勒特格羅夫鎮區 (明尼蘇達州法里博縣)
派勒特格羅夫鎮區（英語：Pilot Grove Township）是位於美國明尼蘇達州法里博縣的一個行政鎮區。

## 歷史
派勒特格羅夫鎮區於1856年成立，鎮區得名自附近被早期定居者視為地標的樹林。

## 地方資料
派勒特格羅夫鎮區的面積為93.67平方千米，當中陸地面積為93.66平方千米，而水域面積為0.01平方千米。根據2020年美國人口普查的數據，當地共有人口143人，而人口密度為每平方千米1.53人。